# Sterke Yerke
Sterke Yerke was de naam van een drietal vlotten die in de jaren '70 en '80 van de 20e eeuw in het nieuws kwam. De vlotten waren vernoemd naar de legendarische Sterke Jerke die in de 19e eeuw in Drogeham woonde en die in het echt Heerke Tjerks Witteveen heette.

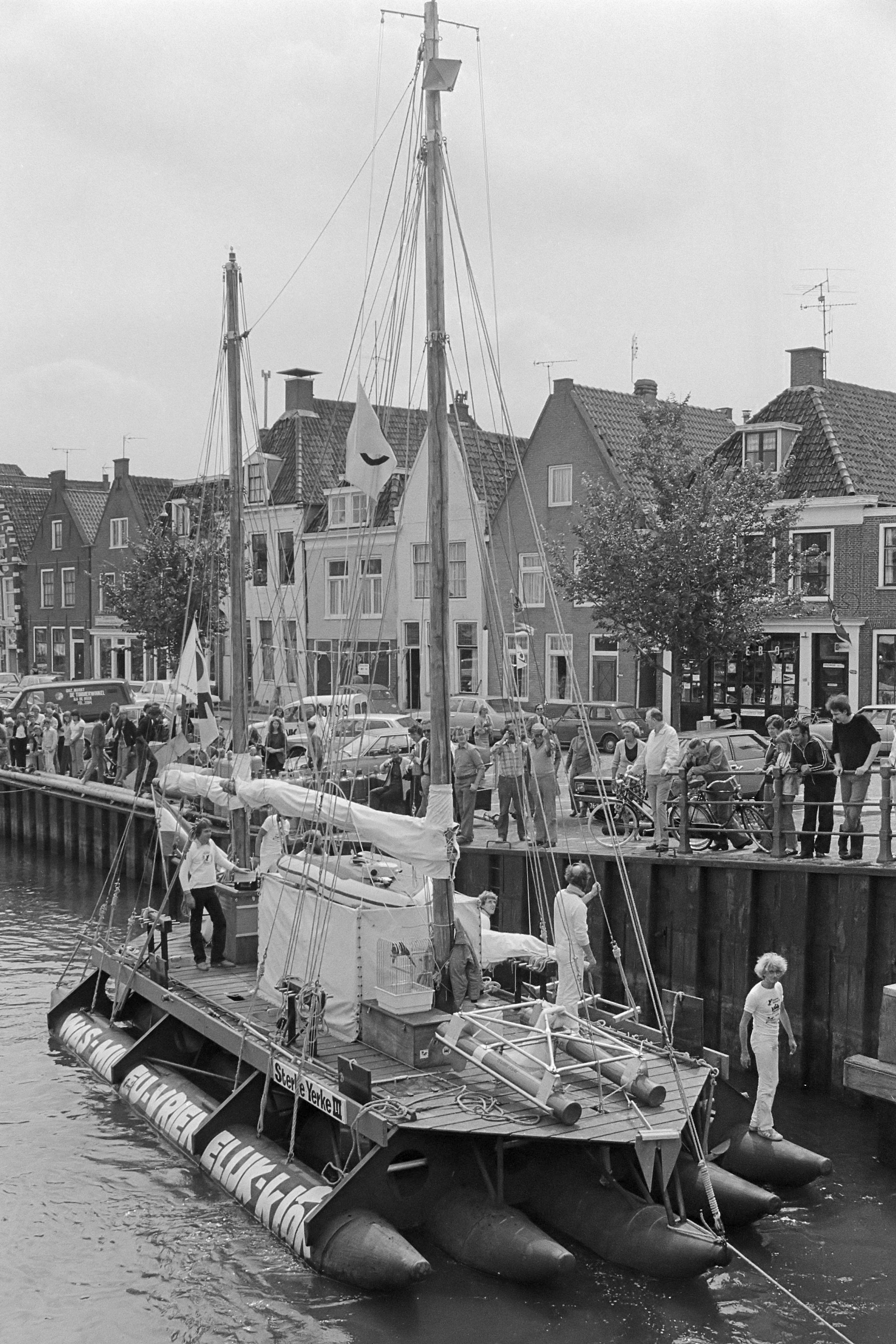
Sterke Yerke III (1979)

De Sterke Yerke begon als een vlot dat door een groepje Leeuwarder jongeren van oliedrums werd gebouwd. Eerst werden bij Grou een aantal proefvaarten gemaakt. Om sponsoren aan te trekken, moest een goed doel aan het avontuur worden verbonden. Elke maand werd het "Yerke sjoernaal" huis aan huis bezorgd in Leeuwarden en bekende artiesten als Marco Bakker hielden benefietconcerten. In 1974 voer men naar Terschelling en werd er aandacht gevraagd voor het behoud van de Waddenzee. In de zomer van 1975 deed men op 1 augustus een poging om de Noordzee over te steken, richting Londen, maar dat mislukte. Het vlot sloeg stuk en werd gesloopt omdat het gevaar voor de scheepvaart opleverde.
in 1976 werd er een nieuw vlot gebouwd, de Sterke Yerke II dat er wel in slaagde om Londen te bereiken, vanuit IJmuiden. Op 13 augustus kwamen de bemanningsleden aan bij de Tower Bridge in Londen. Doel was om uit te vinden hoe ver men met een vlot kon varen. Er werden nog plannen gemaakt om over de Atlantische Oceaan naar Curaçao te varen. Van de eerdere bemanning bleven Chris en Guus Schweigmann en Leo 'Paling' van der Ploeg over. Frits Riemersma, student biologie, werd als vierde bemanningslid aangetrokken. Frits werd aangetrokken om te focussen op het milieu-aspect van de reis van de Sterke Yerke III. Het nieuwe en grotere vlot Sterke Yerke III bestond uit vijf aan elkaar gelaste grote buizen. In de buizen werd eten en drinken opgeslagen. Het vlot was ook te zien op de Recreana in Leeuwarden. Eerst werd een proefvaart gemaakt op de Rijn. Een van de doelen was om te laten zien dat het rivierwater zwaar vervuild was.
Bij de oversteek naar het Caribische gebied werd ook geprobeerd de vervuiling van het water aan te tonen. Na een zware reis via Engeland en de Kaapverdische Eilanden verdween het radiocontact bij Bonaire. Zestig kilometer voor Willemstad zonk het vlot op 15 december 1979. Het vlot is later van de zeebodem gehaald. Op Bonaire kwam een monument voor de bemanning. Van het avontuur is ook een film gemaakt.
Sterke Yerke IV
In mei 2022 werd de Sterke Yerke IV in Leeuwarden gedoopt door 'zeilmeisje' Laura Dekker, hiermee wordt aandacht gevraagd voor de plasticsoep in de Wadden- en Noordzee. De voor in augustus 2023 geplande poging om weer de oversteek naar Londen te maken werd afgeblazen en wordt gepoogd om dit in 2024 te doen.